# Zofia Kilanowicz
Zofia Kilanowicz (ur. 15 maja 1963 w Nowym Targu) – polska śpiewaczka operowa, sopran.
Po ukończeniu Szkoły Muzycznej w Nowym Targu, studiowała w Akademii Muzycznej w Krakowie w klasie Heleny Łazarskiej. Już w czasie studiów odniosła sukcesy, będąc laureatką Konkursu Sztuki Wokalnej im. Ady Sari w Nowym Sączu (1986), konkursu im. Karola Szymanowskiego w Łodzi, czy też im. Dworaka w Karlowych Warach. Otrzymała nagrodę im. Elly Ameling na Międzynarodowym Konkursie Wokalnym w 's-Hertogenbosch (1988).
Karierę operową rozpoczęła w Warszawskiej Operze Kameralnej, wykonując partię Konstancji w Uprowadzeniu z seraju Mozarta. W 1990 debiutowała na scenie Królewskiej Opery w Brukseli partią Drusilli w Koronacji Poppei – Monteverdiego i przez następnie 10 lat była solistką tejże opery.

## Działalność Oratoryjno-Kantatowa
Zofia Kilanowicz jest wykonawczynią repertuaru oratoryjno-kantatowego. Występowała wielu krajach Europy podczas takich festiwali, jak:
- Salzburger Mozartwoche
- Wiener Festwochen
- Holland Festival
- Schleswig-Holsten Festival
- Internationale Musikfestwoche Luzern
- Wratislavia Cantans m.in. w Missa Pro Pace Wojciecha Kilara pod batutą Marka Pijarowskiego.

Jej repertuar obejmuje dzieła począwszy od baroku, aż po utwory współczesne. W tym repertuarze śpiewała pod dyrekcją m.in. Helmutha Rillinga, Sylvaina Cambrelinga, Yehudi Menuhina, Witolda Lutosławskiego, Kazimierza Korda, Tadeusza Strugały, Marka Pijarowskiego, Jacka Kaspszyka i Antoniego Wita.
Dokonała nagrań m.in. Pieśni muezina szalonego i Słopiewni, Karola Szymanowskiego wraz z London Philharmonic Orchestra pod dyrekcją Leona Botsteina, II Symfonii „Kopernikowskiej” wraz z Andrzejem Dobberem pod dyrekcją Antoniego Wita oraz dwóch nagrań III Symfonii pieśni żałosnych Henryka Mikołaja Góreckiego pod batutą Antoniego Wita i Jacka Kaspszyka, Holocaust Memorial Cantata Marty Ptaszyńskiej wraz z Ryszardem Minkiewiczem i Robertem Gierlachem pod dyrekcją Yehudi Menuhina, a także pieśni Fryderyka Chopina.

## Ważniejsze kreacje operowe
Wolfgang Amadeus Mozart:
- Łaskawość Tytusa (partia Vitellii)
- Uprowadzenie z seraju (partia Konstancji)

Claudio Monteverdi:
- Koronacja Poppei (partia Drusilli)

Henry Purcella:
- Dydona i Eneasz (partia Czarownicy)

Karol Szymanowski:
- Król Roger

Wystąpiła w takich operach jak:
- Théâtre Royal de la Monnaie w Brukseli
- Théâtre Champs-Elysées w Paryżu
- Carnegie Hall w Nowym Jorku

## Ważniejsze osiągnięcia
- II nagroda w Konkursie Sztuki Wokalnej im. Ady Sari w Nowym Sączu (1986)[2]
- I nagroda w Konkursie Wokalnym im. Karola Szymanowskiego w Łodzi (1987)
- I nagroda w Konkursie Wokalnym im. Antonína Dvořáka w Karlowych Warach (1988)
- Nagroda im. Elly Ameling w Międzynarodowym Konkursie Wokalnym w ’s-Hertogenbosch (1988)[3]
- Laureatka nagrody im. Karola Szymanowskiego za propagowanie i wybitne interpretacje pieśni Karola Szymanowskiego oraz udział w światowych wykonaniach Króla Rogera i Stabat Mater